# インヘ・デブルーイン
インヘ・デ・ブルーイン（Inge de Bruijn, 1973年8月24日 - ）は、オランダ・バーレンドレヒト生まれの競泳選手。オリンピック女子競泳種目で合計4つの金メダルを獲得した。

## 経歴
デブルーインは競泳をするようになるまでにいくつかのスポーツを試みた。彼女は1991年の世界水泳選手権で世界大会にデビューを果たし、オランダの4×100mフリーリレーチームの一員としてに出場し銅メダルを獲得した。彼女はこの大会の前にすでにヨーロッパ選手権で金メダルを獲得していた。
翌年、デブルーインはバルセロナでオリンピックデビューを果たした。そして100m自由形と4×100mフリーリレーで8位を記録した。彼女は翌年からも誰にも劣らずに泳ぎ続けたが、1996年アトランタオリンピックには参加するための意欲が十分保て無かったため出場できず、自宅で過ごすことになった。彼女はすぐにこの決定に後悔し、トレーニングのためアメリカにわたることを決断。1999年の世界水泳選手権で50m自由形に優勝し復活した。
翌年の2000年、いくつかの世界記録を携えてシドニーオリンピックに出場。50mと100mの自由形、100mのバタフライで世界記録を記録し金メダルを獲得した。このときの世界記録は現在も破られておらず最古の世界記録になっている。さらに、4×100mフリーリレーにオランダチームで出場し銀メダルを獲得した。結果、彼女は「無敵のインキー (Invincible Inky) 」と言うあだ名が付けられた。
彼女は2001年の世界水泳選手権で50m、100m自由形と50mバタフライで優勝しその地位を確立した。そして2003年の世界水泳選手権でも50m自由形と50mバタフライで優勝した。
2004年のアテネオリンピックで、彼女は50m自由形の金メダルを維持し、100m自由形でも銀メダルを獲得した。そして100mバタフライと4×100mリレーで銅メダルを獲得した。
2007年に現役を引退した。
デブルーインはオランダのアイントホーフェンに住んでおり、1年間の内一部はアメリカ・オレゴン州のポートランドでトレーニングしている。PSVアイントホーフェンの水泳チームに所属し、ピーター・ファン・デン・ホーヘンバンドは同僚である。